# Charles Lecocq
Charles Lecocq, celým jménem Alexandre Charles Lecocq (3. června 1832 Paříž, Království Francouzů - 24. října 1918, Paříž, Francie) byl francouzský operetní skladatel.

## Život
Už v útlém věku se začal učit hru na klavír. V roce 1849 byl přijat na pařížskou konzervatoř, kde se stal spolužákům budoucího operního skladatele Georgese Bizeta. Od roku 1854 se stal učitelem hudby. Jacques Offenbach vypsal v roce 1856 ve svém divadle Théâtre des Bouffes-Parisiens soutěž pro mladé talenty. Přihlásilo se 78 účastníků, mezi nimi byly Lecocq i Bizet se stejným libretem Le docteur Miracle. Soutěž vyhráli a dělili se o první cenu. Přesto obě operety před veřejností propadly a Lecocq z neúspěchu vinil Offenbacha.
V roce 1868 napsal hru Mikádo, která se měla odehrávat v Japonsku. Shodou okolností byla právě v Paříži japonská obchodní delegace, která vznesla protest na ministerstvu zahraničních věcí proti hanobení japonského císaře. Lecocq situaci vyřešil tak, že děj přenesl bez výrazných změn do Číny, operetu přejmenoval na Fleur de thé a konečně se s ní dočkal úspěchu. Největší úspěch dosáhl v roce 1872 operetou La fille de madame Angot. Děj se odehrával během francouzské revoluce, proto měla opereta z politických důvodů premiéru v Bruselu. Po úspěchu ve Vídni a v Berlíně se nakonec s obrovským úspěchem dostala i do Paříže. Dalším autorovým velkým úspěchem byla opereta Giroflé-Girofla (1874).
Ve stáří Lecocq ochrnul na obě nohy. Zemřel 86 letech.

## Lecocqovy nejznámější operety
- Fleur de thé (1868)
- La fille de Madame Angot (1871)
- Les Cent Vierges (1872)
- Les Prés Saint-Gervais (1874)
- Giroflé-Girofla (1874)
- La Petite Mariela (1875)
- Le Petit Duc (1878)
- La Petite Mademoiselle (1879)
- Le Jour et la Nuit (1881)
- La Princesse des Canaries (1883)